# Martin Tomczyk
Martin Tomczyk (Rosenheim, 7 december 1981) is een Duits autocoureur. Hij won in 2011 het DTM-kampioenschap.

## Carrière
Tomczyk reed in het begin van zijn carrière in de Formule BMW en de Duitse Formule 3. In 2001 maakte hij de overstap naar het DTM-kampioenschap en ging rijden voor Abt Sportsline. Zijn eerste overwinning behaalde hij in 2006 op het Circuit de Catalunya. In 2007 won hij op Zandvoort en de Nürburgring en werd derde in het kampioenschap. In 2009 won hij een tweede keer op de Nürburgring na zijn overwinning uit 2007. In 2011 stapte hij over van Abt Sportsline naar Team Phoenix. Hij won dat jaar de races op de Red Bull Ring, de Lausitzring en Brands Hatch en won het kampioenschap voor de eerste keer in zijn carrière.

## Overzicht
- 1998 : Formule BMW Junior, 2e
- 1999 : Formule BMW Duitsland, 4e
- 2000 : Duitse Formule 3, 12e
- 2001 : DTM, 13e
- 2002 : DTM, 9e
- 2003 : DTM, 16e
- 2004 : DTM, 5e
- 2005 : DTM, 13e
- 2006 : DTM, 4e (1 overwinning)
- 2007 : DTM, 3e (2 overwinningen)
- 2008 : DTM, 7e
- 2009 : DTM, 6e (1 overwinning)
- 2010 : DTM, 8e
- 2011 : DTM, kampioen (3 overwinningen)